# ماندوری
ماندوری (به لاتین: Mandouri) یک منطقهٔ مسکونی در توگو است که در منطقه ساوان واقع شده‌است. ماندوری ۳۶۰ متر بالاتر از سطح دریا واقع شده‌است.